# 大河中路街道
大河中路街道，是中华人民共和国四川省攀枝花市仁和区下辖的一个乡镇级行政单位。2019年12月，将仁和镇花城社区、老街社区炳仁路中心线以北和前进镇渡口村大河中心线以东所属行政区域划归大河中路街道管辖。大河中路街道大河南路社区炳仁路中心线以南所属行政区域划归仁和镇管辖。

## 行政区划
大河中路街道下辖以下地区：
大河中路社区、大河南路社区、弯腰树社区和阳光社区。